# Харви (Илиноис)
Харви (енгл. Harvey) град је у америчкој савезној држави Илиноис. По попису становништва из 2010. у њему је живело 25.282 становника.

## Демографија
Према попису становништва из 2010. у граду је живело 25.282 становника, што је 4.718 (15,7%) становника мање него 2000. године.
| Група             | 2000.          | 2010.          |
| Белци             | 1.903 (6,3%)   | 913 (3,6%)     |
| Афроамериканци    | 23.871 (79,6%) | 19.170 (75,8%) |
| Азијати           | 114 (0,4%)     | 216 (0,9%)     |
| Хиспаноамериканци | 3.834 (12,8%)  | 4.799 (19,0%)  |
| Укупно            | 30.000         | 25.282         |